# (2299) Hanko
(2299) Hanko (1941 SZ) – planetoida z pasa głównego asteroid okrążająca Słońce w ciągu 4,16 lat w średniej odległości 2,59 au. Odkryta 25 września 1941 roku.